# Biesme (localité)
Pour les articles homonymes, voir Biesme.
Biesme [bjɛm] (en wallon Bième) est une section de la commune belge de Mettet située en Wallonie dans la province de Namur.
C'était une commune à part entière avant la fusion des communes de 1977.

## Toponymie
Le village porte le même nom que le ruisseau le traversant : la Biesme. Le terme « Biesme » proviendrait de la désignation gauloise pour « rivière des castors » (Bebronna de Bebros « castor ») : il semblerait que bon nombre de castors vivaient autrefois sur les bords du cours d'eau. 

## Géographie

### Hydrographie
Biesme est traversé de part en part par la rivière qui lui a donné son nom, la Biesme, affluent de la Sambre. Biesme a, pour certains, la forme d'un castor, le village possédant une sorte de queue (longue de presque 2,5 km et large d'à peine quelques centaines de mètres), qui se situe au sud-ouest et qui vient s'intercaler entre Oret et Hanzinne : il s'agit du Bois de Fayi, où se situe le point culminant du village (270 m au-dessus du niveau de la mer). À noter qu'au nord du village se trouve aussi le quartier de Belle-Vue à Noéchamps qui culmine à 250 m, le centre du village étant nettement plus bas.

### Topographie
Le village est relativement étendu, et se compose surtout de différents hameaux plus ou moins séparés les uns des autres (au nord, Le Planois, Rosimbois, Noéchamps, l'Agrappe, plus au centre on trouve Nefzée, Alvaux et Biesme-Centre et au sud Prée, Wagnée et Les Bruyères). Si les hameaux septentrionaux et centraux forment ensemble une agglomération, la situation est différente au sud, où l'on peut franchement parler de petits villages, plus isolés entre eux.

### Bois
Biesme possède de nombreux bois, les deux plus vastes étant situés aux extrémités du village. Le bois du Fayi déjà évoqué plus haut au sud, et le Bois du Prince au nord-ouest. Le village contient aussi de nombreux étangs, ceci dû en grande partie à la présence massive d'anciennes carrières : la plus importante étendue d'eau à Biesme est l'ancienne carrière du Cayaux des Hayettes, au Planois, d'où était extrait autrefois du marbre de Sainte-Anne. Mais certains étangs ne sont pas du tout d'anciennes carrières, comme ceux, très connus dans la région, du Moulin-Botte près de Noéchamps, appréciés des pêcheurs.

## Démographie
- Sources:INS, Rem:1831 jusqu'en 1970=recensements, 1976= nombre d'habitants au 31 décembre

## Histoire
Le village de Biesme est une terre mérovingienne qui, jusqu’au XIIe siècle, dépendait de l'abbaye Saint-Géréon de Cologne d'où son nom ancien de « Biesme-la-Colonoise ».
En 1289, le relevé des cens et rentes signale : « le cens c'on dit de Saint-Pierre de Coloingne ».
En 1559, lors de la création du diocèse de Namur, les autorités ecclésiastiques créent le concile — ou doyenné — de Biesme, comprenant 27 paroisses ; il sera supprimé à la fin du XVIIe siècle avec la création de deux nouveaux conciles : ceux de Walcourt et de Bouvignes.
Le comte de Namur y détenait les droits seigneuriaux depuis le XIIIe siècle. La seigneurie est vendue en 1671 à Jean de Gozée, bailli de Bouvignes, et passe en 1709 à Martin Desmanet, seigneur de Sart-Eustache ; elle restera dans cette famille jusqu'à la fin de l'Ancien Régime.
Une autre seigneurie foncière du lieu fut donnée en 1400 par le comte Guillaume à Robert, son fils naturel et passa ensuite aux Changes en 1473 et aux Senzeilles en 1497 ; ce fief fut morcelé mais une partie importante resta aux Senzeilles.
En 1555, Pierre de Senzeilles, seigneur du lieu et de Saint-Martin, près de Rhisnes, est capitaine du château de Namur; il épouse Anne de Hun; lors de la destruction de la chapelle de Saint-Martin, leur remarquable pierre tombale a été transférée dans l'église d'Anthée où elle est toujours visible.
Marie, une fille de ce couple, également dame de Biesme-la-Colonoise, eut un destin tragique. Son troisième mari, Jean-Jacques, comte de Bellejoyeuse, de noblesse italienne et neveu de saint Charles Borromée, la séquestra durant de longues années et, croit-on, l'étouffa en 1603 pour faire main basse sur son héritage, et notamment sur le château et le domaine de Chokier, en région liégeoise.
Pendant la  la Première Guerre mondiale, les troupes allemandes et françaises s'affrontèrent lors de la bataille de Wagnée. Le 23 août 1914, le village paya d'ailleurs un lourd tribut à cette bataille, les Allemands détruisant par le feu bon nombre d'habitations et la partie classique du château Toussaint. 

## Patrimoine et folklore

### Patrimoine architectural
Biesme possède quelques édifices anciens : 

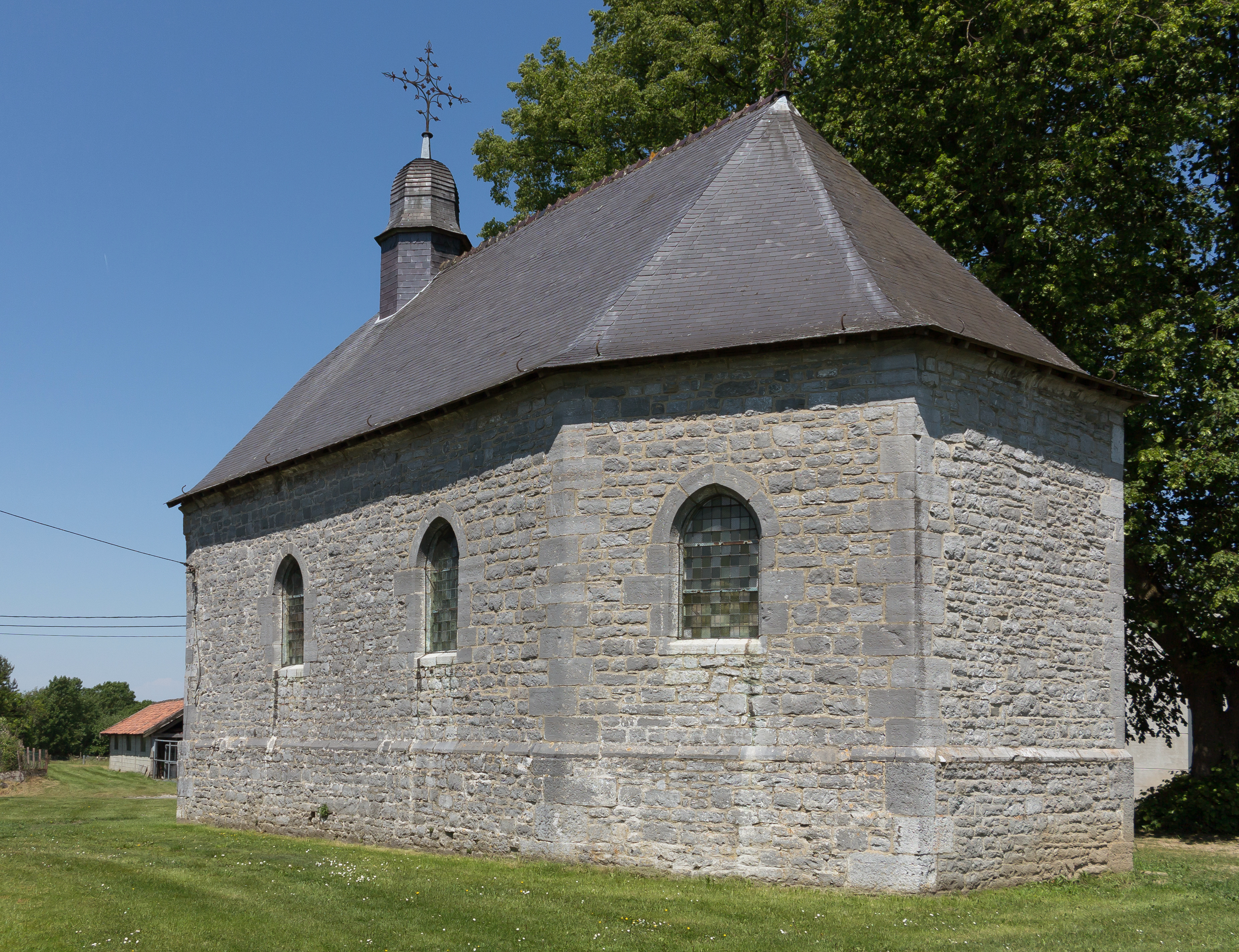
La chapelle Saint-Roch.

- La chapelle Saint-Roch.l'église Saint-Martin : construite en pierre calcaire aux XIe et XIIe siècles dans le style roman et en forme de croix latine sur un éperon rocheux. Le transept et le cœur sont en style gothique. Les plafonds, datés de 1760, sont stuqués dans la nef et le chœur[8]. L’église abrite un reliquaire de saint Martin du XVIIe siècle[9] ;
- le château Toussaint : de style éclectique bâti vers 1870 en brique et pierres. En août 1914, ce château fut transformé en hôpital par les Allemands lors de la bataille de Charleroi (ou bataille de la Sambre). Il est par la suite transformé en hôpital civil de Châtelineau puis en maison de repos pour personnes âgées.
- le château de Biesme :  datant des XVIe et XVIIe siècles, agrandi au XIXe et restauré au XXe siècle. Ancienne seigneurie acquise en 1671 par la famille de Gozée à flanc de colline au nord-est du village et ceinturé par un vaste parc[8].
- le pont du Clicottiat : pont du XIXe siècle à trois arches surbaissées sous lequel coule la Biesme et au-dessus duquel passait jadis le chemin de fer, aujourd'hui disparu.
- les chapelles sont très nombreuses dans le village. À noter en particulier : la chapelle Saint-Roch de Nefzée construite en 1636 pour mettre fin à l'épidémie de peste et celle du Planois.

### Folklore

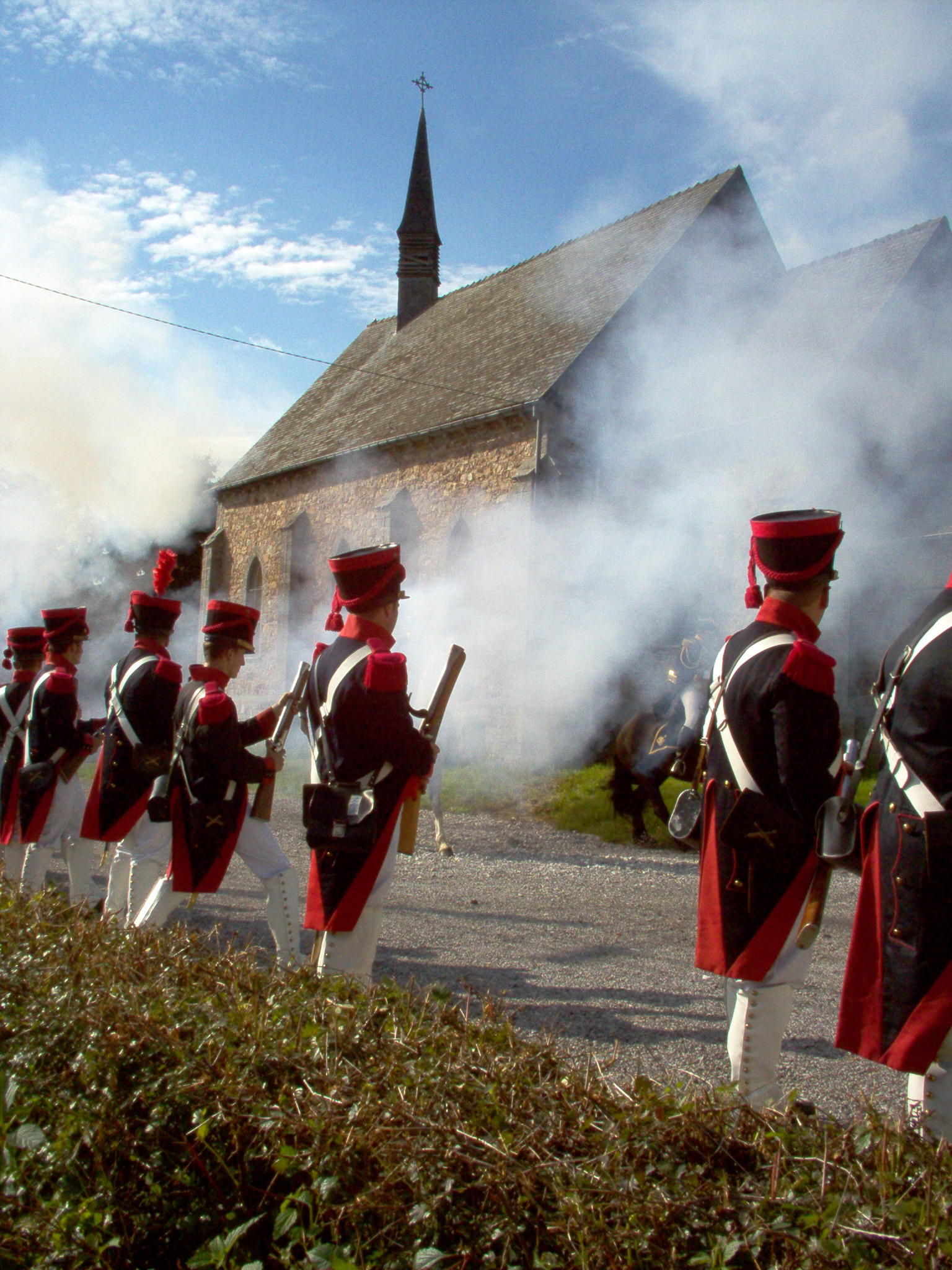
Les soldats sont rassemblés en carré à la Chapelle du Planois (marche Saint-Martin).

Biesme se situant dans la région de l'Entre-Sambre-et-Meuse, le village possède sa procession militaire (la Saint-Martin).
Les marches de l'Entre-Sambre-et-Meuse représentent le plus important groupement folklorique de Belgique : les marcheurs sont revêtus de costumes datant de l'époque napoléonienne.
Mais il y a aussi la marche Sainte Rolende de Gerpinnes fêtée chaque année à la même date (les dimanche, lundi et mardi de Pentecôte). Biesme ne fait pas partie de la commune de Gerpinnes mais participe tout de même à cette grande fête.

## Économie
Au niveau de l'histoire industrielle, on remarque la présence de deux anciens hauts-fourneaux, l'un dans le centre du village et l'autre dans le Bois du Roi. On compte une dizaine d'anciennes carrières à Biesme, toutes ayant cessé leurs activités dans les années 1970. 
Biesme compte environ 2 000 habitants et plus de 75 % d'entre eux vivent dans la moitié nord du village ou dans le centre ; l'ensemble des services (boulangeries, librairies, supérettes, coiffeurs, cafés, station service, écoles, lieux de cultes, cabinet médical, centre sportif, pharmacie) y sont dès lors localisés.
L'activité agricole est omniprésente dans le village, avec de nombreuses exploitations en activité.

## Sports et vie associative

### Sports
Le village comporte une équipe de football amateur, le Royal Union Sportive Biesme (R.U.S.B).
Le hameau du Planois possède une équipe de balle pelote, « Planois Sport ».
Le village héberge également la piscine communale, juste à côté du terrain de la RUS Biesme.

## Personnalités nées ou liées à Biesme
- Le lieutenant-général Cyriaque Gillain (1857-1931), né à Biesme. Pendant la Première Guerre mondiale, il s'est distingué à la bataille de Haelen en 1914 et à la bataille de la Lys en 1918.
- L'artiste peintre Fernande Rousseau (1913-1963) y est née.